# Comté de Flathead
Pour les articles homonymes, voir Flathead.
Le comté de Flathead est un comté des États-Unis situé dans l'État du Montana. En 2010, il comptait 90 928 habitants. Son siège est Kalispell.

## Géographie
D'après le Bureau du recensement des États-Unis, le comté a une superficie totale de 13 614 km2 dont 13 205 km2 sont de terre et 410 km2, soit près de 3 %, de l'eau.

### Comtés adjacents
|                  | Colombie-Britannique (Canada)                       |                                           |
| Comté de Lincoln | comté de Flathead                                   | Comté de Glacier et comté de Pondera      |
| Comté de Sanders | Comté de Lake, comté de Missoula et comté de Powell | Comté de Teton et comté de Lewis et Clark |

La province canadienne de la Colombie-Britannique borde le comté de Flathead au nord.

## Démographie
D'après un recensement de 2000, il y a 74 471 personnes dans le comté, dont 29 588 ménages, et 20 415 familles. 
| Communauté                                    | Pourcentage de la population |
| --------------------------------------------- | ---------------------------- |
| Blancs                                        | 96,26 %                      |
| Afro-Américains                               | 0,15 %                       |
| Asiatiques                                    | 0,46 %                       |
| Amérindiens                                   | 1,15 %                       |
| insulaires du Pacifique                       | 0,06 %                       |
| autres communautés                            | 0,41 %                       |
| personnes appartenant à plus d'une communauté | 1,50 %                       |
| Hispaniques                                   | 1,42 %                       |

Sur les 29 588 ménages, 32,5 % ont un enfant de moins de 18 ans, 56,9 % sont des couples mariés, 8,3 % n'ont pas de maris présents, et 31,0 % ne sont pas des familles. 25,2 % de ces ménages sont faits d'une personne dont 8,9 % d'une personne de 65 ans ou plus.
| Tranches d'âge  | Pourcentage de la population |
| --------------- | ---------------------------- |
| moins de 18 ans | 25,9 %                       |
| de 18 à 24 ans  | 7,4 %                        |
| de 25 à 44 ans  | 27,4 %                       |
| de 45 à 64 ans  | 26,4 %                       |
| 65 ans ou plus  | 13,0 %                       |

L'âge moyen de la population est de 39 ans. Pour 100 femmes il y a 98,3 hommes. Pour 100 femmes de 18 ou plus, il y a 96,1 hommes.
Le revenu moyen d'un ménage est de 34 466 $, et celui d'une famille de 40 702 $. Les hommes ont un revenu moyen de 31 908 $ contre 20 619 $ pour les femmes. Le revenu moyen par tête est de 18 112 $. Près de 9,4 % des familles et 13,0 % de la population vit en dessous du seuil de pauvreté, dont 16,7 % de ceux en dessous de 18 ans et 8,6 % de ceux de 65 et plus.

## Villes
- Bigfork
- Columbia Falls
- Coram
- Evergreen
- Hungry Horse
- Kalispell
- Lakeside
- Martin City
- Niarada
- Somers
- Whitefish

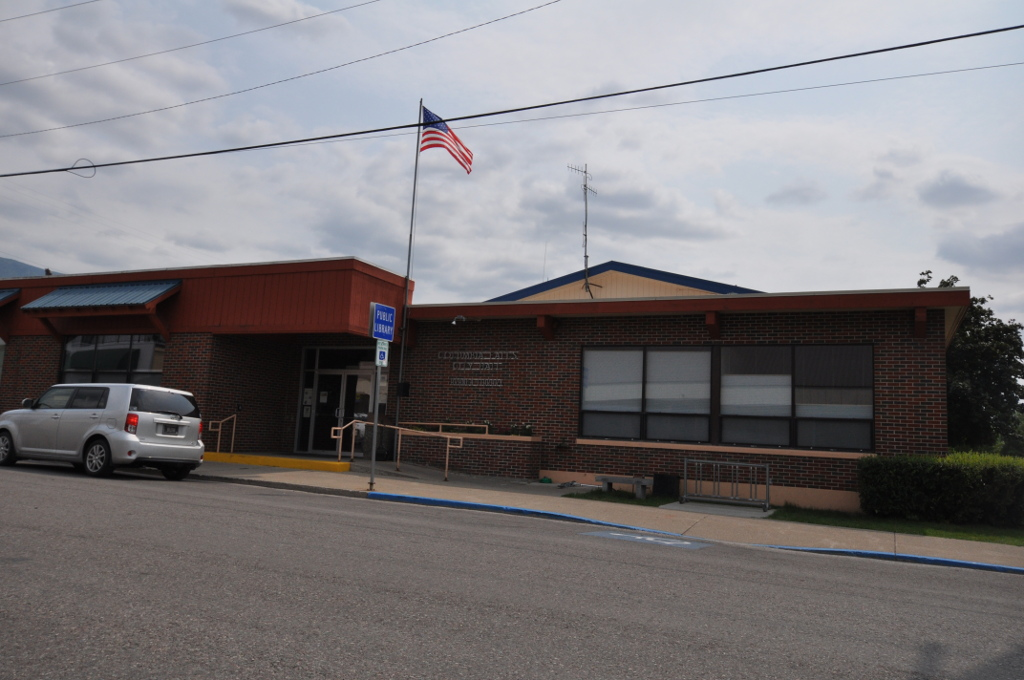
Mairie de Columbian Falls.
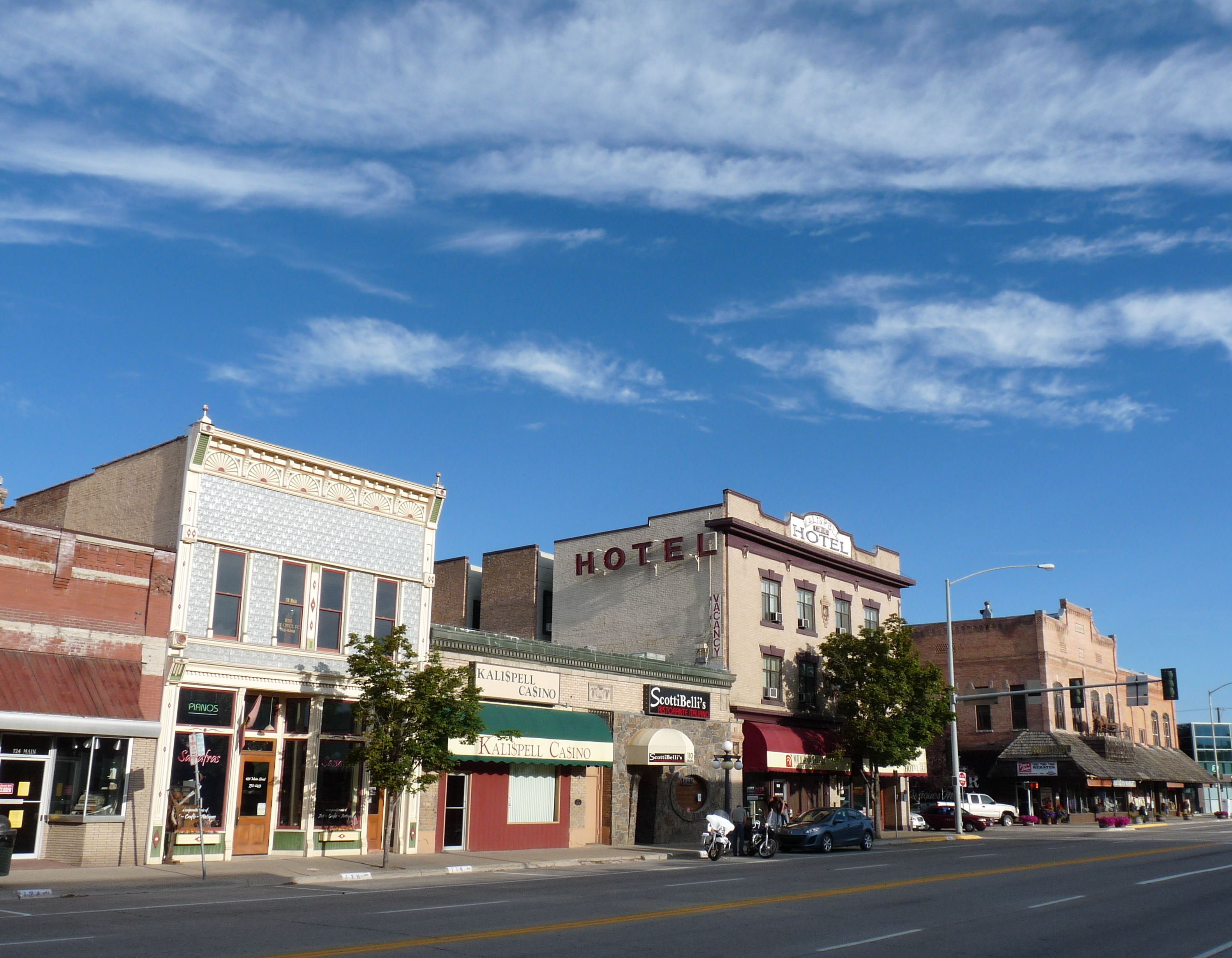
Centre-ville de Kalispell.
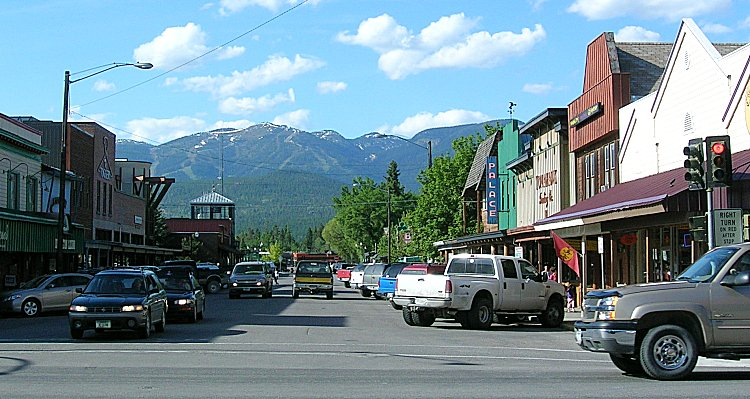
Centre-ville de  Whitefish.
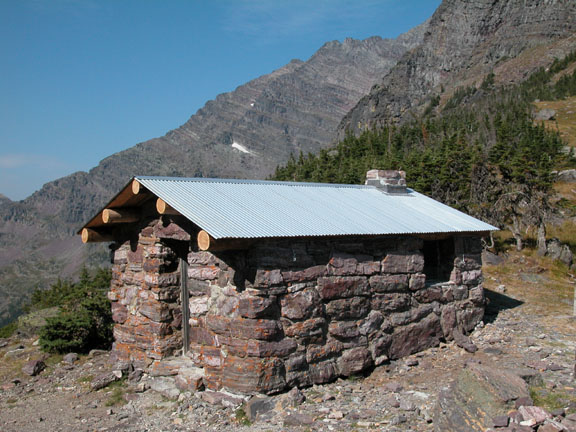
L'abri Gunsight Pass, refuge dans le chaînon Lewis.
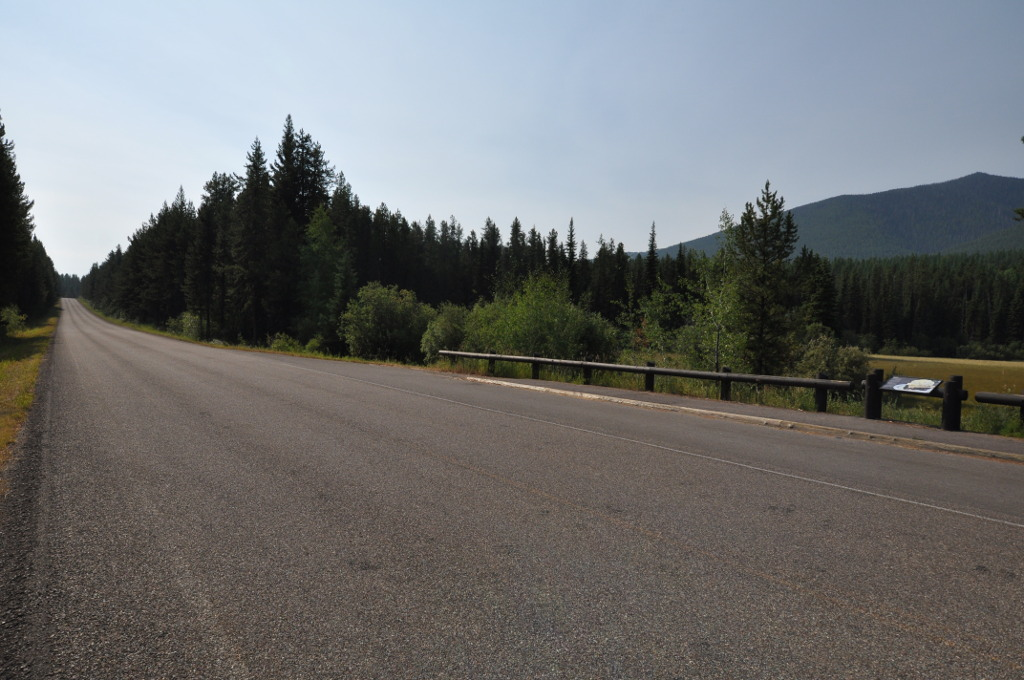
La Camas Creek Cutoff Road, route inscrite au Registre national des lieux historiques.
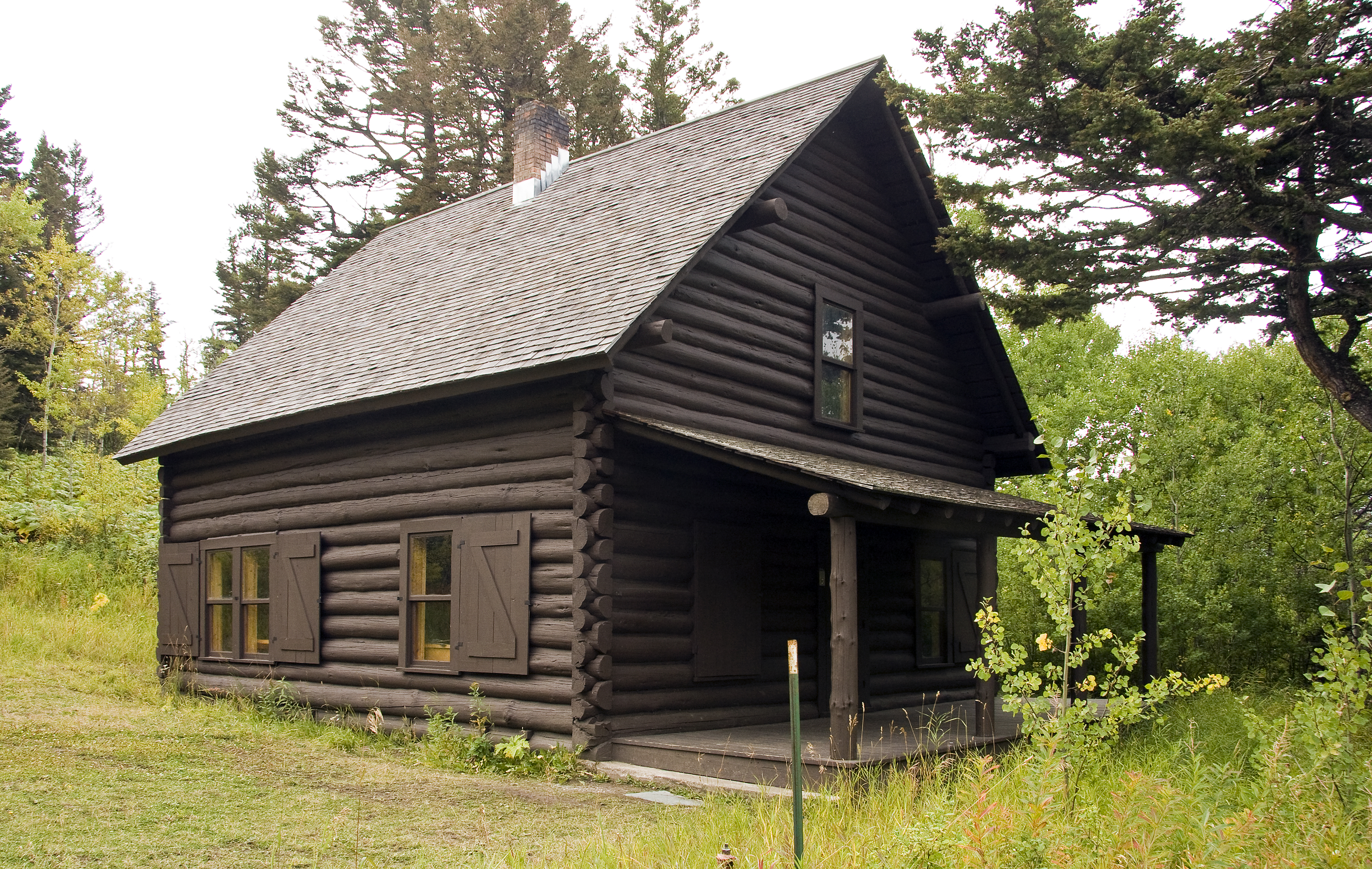
Saint Mary Ranger Station.

## Référence
- (en) Cet article est partiellement ou en totalité issu de l’article de Wikipédia en anglais intitulé « Flathead County, Montana » (voir la liste des auteurs).